# Alexis Carrel

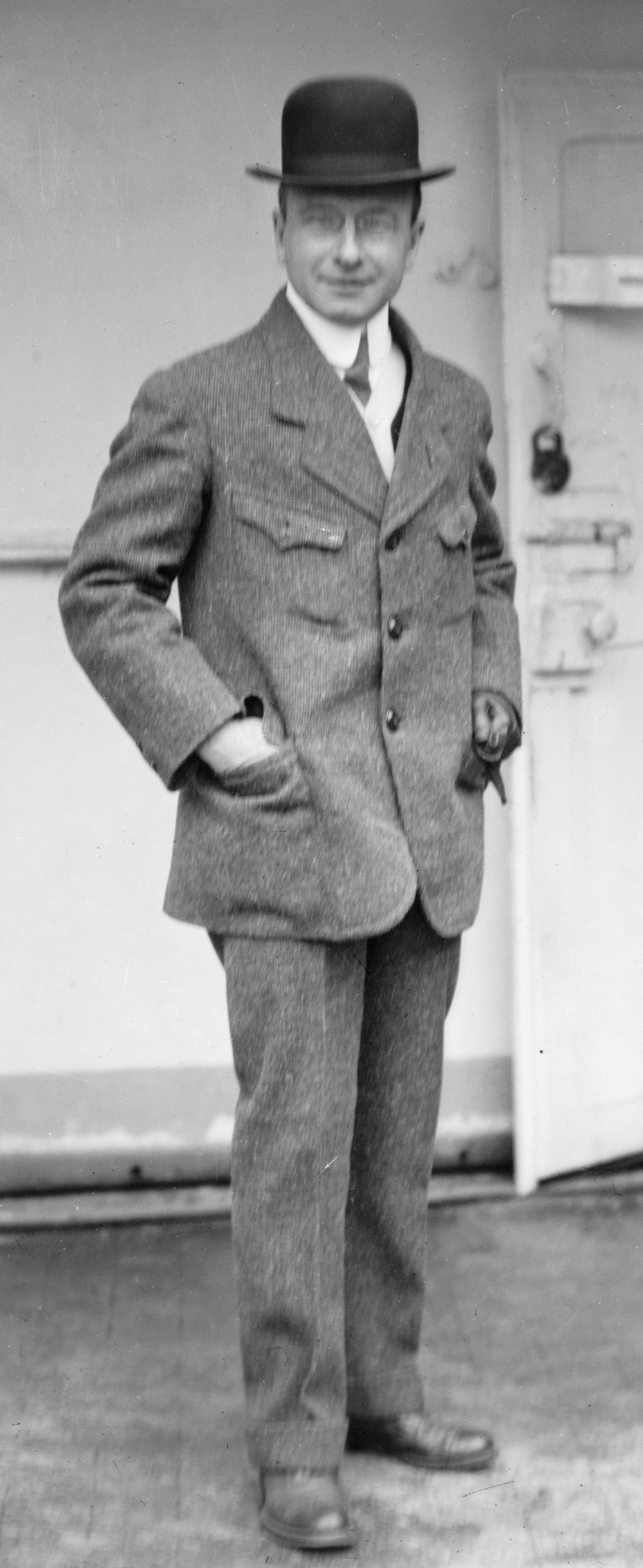
Alexis Carrel năm 1912

Alexis Carrel (28.6.1873 – 5.11.1944) là nhà giải phẫu và sinh vật học người Pháp đã được trao Giải Nobel Sinh lý và Y khoa năm 1912 cho công trình tiên phong trong các kỹ thuật khâu mạch máu. Ông đã phát minh ra bơm tiêm truyền máu (perfusion pump) đầu tiên cùng với Charles Lindbergh mở đường cho việc cấy ghép cơ quan. Cũng giống như nhiều nhà trí thức thời trước Chiến tranh thế giới thứ hai ông đã quảng bá thuyết ưu sinh. Ông từng là người quản lý "Quỹ Nghiên cứu các vấn đề con người của Pháp" trong thời chính phủ Vichy dưới sự chiếm đóng của Đức Quốc xã; quỹ này thi hành các chính sách ưu sinh. Việc cộng tác của ông với quỹ này sau đó đã khiến ông bị cáo buộc tội hợp tác với Đức Quốc xã.

## Tiểu sử
Sinh tại Sainte-Foy-lès-Lyon, Rhône, Carrel lớn lên trong một gia đình Công giáo sùng đạo, học tại trường St. Joseph của Dòng Tên ở Lyon, tuy nhiên khi lên đại học thì ông trở thành người theo thuyết bất tri và vô thần.
Năm 1889 ông đậu bằng cử nhân văn chương ở Đại học Lyon; năm 1890 ông đậu bằng cử nhân khoa học và năm 1900 đậu bằng tiến sĩ y khoa cũng ở Đại học Lyon. Sau đó ông tiếp tục làm việc ở Bệnh viện Lyon và giảng dạy môn Giải phẫu học (Anatomy) cùng khoa Phẫu thuật (Operative Surgery) ở trường đại học Lyon, đảm nhiện chức trợ lý giải phẫu (Prosector) trong Phòng thí nghiệm của giáo sư J. L.Testut. Carrel đã bắt đầu chuyên sâu vào ngành phẫu thuật từ năm 1902.
Ông là người tiên phong trong khoa cấy ghép cơ quan (cấy ghép nội tạng) và Giải phẫu lồng ngực. Alexis Carrel cũng là hội viên của các hội trí thức ở Pháp, Hoa Kỳ, Tây Ban Nha, Nga, Thụy Điển, Hà Lan, Bỉ, Đức, Ý, Hy Lạp, thành Vatican, và cũng đã được trao các bằng tiến sĩ danh dự của các trường Đại học của Nữ hoàng tại Belfast (Queen's University Belfast), Đại học Princeton, Đại học Brown và Đại học Columbia.
Năm 1902 ông chứng kiến sự lành bệnh một cách lạ lùng của Marie Bailly tại Lộ Đức, trở nên nổi tiếng một phần vì chị đã nêu Carrel là nhân chứng cho việc lành bệnh của mình (xem bên dưới). Sau lời đồn đại quanh sự kiện này, Carrel đã không thể tìm được việc làm trong một bệnh viện hoặc trường đại học, vì chủ trương chống giáo sĩ đang lan rộng trong các trường đại học của Pháp thời đó. Năm 1903 ông nhập cư vào Montréal, Canada, nhưng sau đó ít lâu lại chuyển sang cư ngụ ở Chicago, Illinois để làm việc trong "Phòng thí nghiệm Hull". Tại đây, ông cộng tác với bác sĩ người Mỹ Charles Claude Guthrie trong việc khâu và cấy ghép các mạch máu cùng cấy ghép các cơ quan. 
Năm 1912 Carrel đã được trao Giải Nobel Sinh lý và Y khoa cho những nỗ lực này.
Năm 1906 ông vào làm việc trong Viện nghiên cứu Y học Rockefeller (Rockefeller Institute of Medical Research) mới thành lập ở New York cho tới khi kết thúc sự nghiệp của mình. Trong thập niên 1930, Carrel và Charles Lindbergh trở thành bạn thân, không chỉ do những năm dài họ làm việc chung với nhau, mà còn do họ cùng có chung quan điểm về chính trị, xã hội. Ban đầu Lindbergh tìm gặp Carrel để nhờ xem bệnh tim của chị dâu mình, người cũng bị chứng sốt do thấp khớp (rheumatic fever), liệu có chữa được không. Khi Lindburgh nhìn thấy các máy móc của Carrel hơi thô thiển, ông đã đề nghị trang bị các thiết bị mới cho Carrel. Cuối cùng họ tạo được chiếc "bơm tiêm truyền máu" (‘’perfusion pump’’) đầu tiên, một phát minh công cụ để phát triển việc cấy ghép cơ quan và phẫu thuật tim mở. Lindbergh coi Carrel là bạn thân thiết nhất, và nói ông sẽ gìn giữ cùng phát huy các lý tưởng của Carrel sau khi ông chết.
Do sự gần gũi thân thiết với "Đảng Nhân dân Pháp" (Parti Populaire Français) có xu hướng phát-xít của Jacques Doriot trong thập niên 1930 và vai trò của mình trong việc thực hiện chính sách ưu sinh dưới thời chính phủ Vichy, nên sau khi nước Pháp được giải phóng ông bị buộc tội là cộng tác với kẻ địch, nhưng ông đã chết trước khi xét xử.
Carrel dành cả đời để quảng bá thuyết duy linh, mặc dù lúc tuổi trẻ ông không đi theo đường lối đạo Công giáo. Năm 1939, ông đã gặp Alexis Presse - một tu sĩ dòng Trappist - theo một đề nghị. Mặc dù Carrel đã hoài nghi về cuộc họp với một linh mục nhưng rốt cuộc Presse đã có một ảnh hưởng sâu sắc đến quãng đời còn lại của Carrel. Ông đã mời Presse đến làm các bí tích Công giáo bên giường bệnh của mình trước khi chết vào tháng 11 năm 1944.

## Các đóng góp cho khoa học

### Khâu mạch máu
Carrel là một bác sĩ phẫu thuật trẻ từ năm 1894 khi tổng thống Pháp Sadi Carnot bị ám sát bằng một con dao. Các tĩnh mạch lớn ở bụng của tổng thống bị cắt đứt, và các bác sĩ phẫu thuật điều trị tổng thống cảm thấy các tĩnh mạch như vậy là quá lớn khó có thể nối lại được. Điều này để lại một ấn tượng sâu sắc trên Carrel, và ông đã tìm cách phát triển các kỹ thuật mới cho việc khâu mạch máu. Kỹ thuật "chia thành hình tam giác" (triangulation), được gợi ý từ bài học thêu (áo) mà ông đã học từ một chị thợ thêu, ngày nay vẫn còn được sử dụng. Julius Comroe đã viết: "Từ năm 1901 đến năm 1910, Alexis Carrel - sử dụng động vật làm thí nghiệm - thực hiện việc khâu mạch máu ngày càng điêu luyện và phát triển tất cả các kỹ thuật phẫu thuật mạch máu được biết đến hiện nay". Ông đã thành công lớn trong việc nối lại các động mạch và tĩnh mạch, và thực hiện phẫu thuật cấy ghép cơ quan, và điều này mang lại cho ông giải Nobel vào năm 1912.

### Sát trùng vết thương
Trong Chiến tranh thế giới thứ nhất (1914–1918), Carrel và nhà hóa học người Anh Henry Drysdale Dakin đã phát triển phương pháp Carrel-Dakin để điều trị các vết thương dựa vào "chlorine" (dung dịch Dakin) - điều mà trước khi có thuốc kháng sinh – đã là một bước tiến y khoa quan trọng trong việc chăm sóc các vết thương sau chấn thương. Carrel đã được trao Bắc Đẩu Bội tinh cho công trình này.

### Cấy ghép cơ quan
Carrel cùng với viên phi công nổi tiếng Charles A. Lindbergh là đồng tác giả quyển "Văn hóa của các bộ phận cơ thể" (‘’The Culture of Organs’’). Ông làm việc với Lindbergh vào giữa thập niên 1930 để tạo ra "bơm tiêm truyền máu" (‘’perfusion pump’’) cho phép các cơ quan sống ở bên ngoài cơ thể trong quá trình phẫu thuật. Sự tiến bộ được cho là một bước rất quan trọng trong sự phát triển của phẫu thuật tim và cấy ghép cơ quan (organ transplants), và đã đặt nền móng cho việc hình thành tim nhân tạo trong các thập niên sau này. Một số nhà phê bình Lindbergh cho rằng Carrel đã phóng đại vai trò của Lindbergh để đạt được sự chú ý của các phương tiện truyền thông,, nhưng các nguồn tin khác nói rằng Lindbergh đã đóng một vai trò quan trọng trong việc phát triển các thiết bị. Cả Lindbergh và Carrel đều đã xuất hiện trên trang bìa của tạp chí Time magazine ngày 13.6.1938.

### Lão hóa tế bào
Carrel cũng quan tâm đến hiện tượng lão hóa hoặc già đi. Ông tuyên bố không chính xác rằng tất cả các tế bào tiếp tục phát triển vô hạn định, và điều này đã trở thành một quan điểm thống trị trong những năm đầu thế kỷ 20.. Ngày 17.1.1912 Carrel bắt đầu thí nghiệm việc đặt mô cấy từ phôi tim gà trong một chai Pyrex có đạy nút do chính ông thiết kế. Ông duy trì việc nuôi cấy sống này trong hơn 20 năm với việc cung cấp thường xuyên các chất dinh dưỡng. Thí nghiệm này dài hơn tuổi thọ bình thường của một con gà. Thí nghiệm, được tiến hành tại Viện nghiên cứu Y học Rockefeller, đã thu hút sự chú ý đáng kể của giới bình dân và các nhà khoa học.
Thí nghiệm của Carrel đã không bao giờ được lặp lại một cách thành công. Trong thập niên 1960 Leonard Hayflick và Paul Moorhead cho rằng các "tế bào bị biệt hóa" (differentiated cells) chỉ có thể trải qua một số lượng hạn chế các sự phân chia trước khi chết. Điều này được gọi là giới hạn Hayflick, và bây giờ là một trụ cột của khoa sinh học.
Không chắc vì sao Carrel đã đạt được các kết quả bất thường. Leonard Hayflick cho rằng việc đưa chất dinh dưỡng hàng ngày vào môi trường nuôi cấy đã đưa thêm liên tục các tế bào sống mới vào môi trường nuôi cấy được cho là bất tử. J. A. Witkowski đã lập luận rằng, trong khi các chủng loại "bất tử" của các tế bào đột biến rõ ràng đạt được bằng các thí nghiệm khác, thì một lời giải thích có thể là cố ý đưa các tế bào mới vào môi trường nuôi cấy, mà có lẽ Carrel không hay biết.

## Alexis Carrel và Lourdes
Năm 1902 Alexis Carrel đã đi từ hoài nghi về những sự kiện Đức Mẹ Maria hiện ra cùng những phép lạ được thuật lại ở Lộ Đức tới niềm tin vào những sự chữa lành bệnh cách linh thiêng, sau khi đã trải nghiệm việc lành bệnh của Marie Bailly mà ông không thể giải thích được. 
Ngày 25.5.1902 Carrel được một bạn đồng nghiệp nhờ thay thế ông ta tháp tùng đưa toán bệnh nhân đi xe lửa từ Lyon tới Lourdes để cầu nguyện xin Đức Mẹ chữa bệnh. Trên chuyến xe lửa, Carrel đã gặp Marie Bailly, một cô gái 23 tuổi, bị bệnh "viêm lao màng bụng" (tuberculous peritonitis) ở giai đoạn chót, mà giới y khoa ở Lyon đã bó tay, chỉ còn chờ chết. Tàu tới Lourdes lúc trưa ngày 27.5, Bailly vẫn trong tình trạng thoi thóp. Lúc 2 giờ ngày 28.5 Bailly được đưa tới bên suối nước, người ta lấy nước suối lau bụng cô 3 lần; khoảng 4 giờ sáng cùng ngày thì bụng cô tự nhiên xẹp dần và cô được lành bệnh. Chứng kiến vụ lành bệnh cách lạ lùng này, Alexis Carrel đã không bác bỏ một sự giải thích việc lành bệnh do siêu nhiên và kiên quyết khẳng định niềm tin của mình, thậm chí còn viết một cuốn sách mô tả kinh nghiệm của mình,, mặc dù nó không được xuất bản cho đến 4 năm sau khi ông chết. Bị giới khoa học Pháp chế giễu, nghi kỵ và cảm thấy mình không có tương lai trong giới y học tại Pháp, ông di cư sang Canada với mục đích trồng trọt và chăn nuôi gia súc. Sau thời gian ngắn ở Canada, ông đã nhận một việc làm ở Đại học Chicago, rồi 2 năm sau làm việc ở Viện nghiên cứu Y học Rockefeller.

## L’Homme, cet inconnu(1935)
Năm 1935, Carrel xuất bản quyển L'Homme, cet inconnu (Man, The Unknown), đã trở thành quyển sách bán chạy nhất. Sách này bàn về "bản chất của xã hội dưới ánh sáng của những khám phá về sinh học, vật lý, và y học". Nó bao gồm những quy định xã hội của riêng ông, có một phần ủng hộ quan điểm cho rằng nhân loại có thể tự tốt hơn bằng cách làm theo hướng dẫn của một nhóm ưu tú gồm các nhà trí thức, và bằng cách thực hiện một chế độ thi hành cưỡng bách thuyết ưu sinh. Carrel tuyên bố sự tồn tại của một "giới quý tộc sinh học di truyền" (‘’hereditary biological aristocracy’’) và lập luận rằng các loại người "có ứng xử lệch lạc" (so với thông thường) nên bị tiêu diệt bằng cách sử dụng các kỹ thuật tương tự như cách mà Đức quốc xã sử dụng sau này.
"Một nơi giết chết không đau đớn, được trang bị loại một khí (độc) thích hợp, sẽ cho phép việc loại bỏ cách nhân đạo và ít tốn kém những kẻ đã giết người, cướp có vũ trang, bắt cóc trẻ em, cướp của người nghèo và phản bội nghiêm trọng niềm tin công cộng". Carrel đề nghị: "Một hệ thống tương tự liệu có không thích hợp cho những người điên đã phạm tội ác?"
Trong lời tựa viết cho ấn bản tiếng Đức bản sách này ở Đức năm 1936, Alexis Carrel đã thêm lời ca ngợi chính sách ‘’ưu sinh’’ của Đức Quốc xã, ông viết:
Chính phủ Đức đã thực hiện các biện pháp mạnh mẽ chống lại sự lan truyền của khuyết điểm, bệnh tâm thần, và tôi phạm hình sự. Giải pháp lý tưởng sẽ là sự tiêu diệt từng người ngay sau khi người đó đã chứng tỏ mình là nguy hiểm.
Carrel cũng viết trong sách của mình rằng:
Việc cải huấn bọn tội phạm nhỏ bằng roi da, hoặc một số thủ tục khoa học hơn, sau một thời gian ngắn ở trong bệnh viện, có lẽ sẽ đủ để đảm bảo trật tự. Những kẻ giết người, cướp của có vũ trang súng tự động hoặc súng máy, bắt cóc trẻ em, bóc lột tiền tiết kiệm của người nghèo, lừa dối công chúng trong các vấn đề quan trọng, cần được xử lý cách nhân đạo và ít tốn kém trong các cơ sở nhỏ gây chết không đau được cung cấp hơi (độc) thích hợp. Một cách xử lý tương tự có thể được áp dụng cách có lợi cho người điên, kẻ mắc những tội ác hình sự.

## Quỹ nghiên cứu những vấn đề con người của Pháp
Năm 1937, Carrel gia nhập Trung tâm nghiên cứu những vấn đề con người của Jean Coutrot - Mục đích của Coutrot là phát triển cái mà ông ta gọi là "chủ nghĩa nhân văn kinh tế" thông qua "tư duy tập thể". Năm 1941, thông qua những liên hệ với chính phủ Vichy của tổng thống Philippe Pétain (nhất là các bác sĩ André Gros và Jacques Ménétrier) Carrel tiếp tục vận động cho việc thiết lập ‘’Fondation Française pour l'Etude des problèmes Humains‘’ (Quỹ nghiên cứu các vấn đề con người của Pháp). Quỹ này đã được lập ra bởi một sắc lệnh của chính phủ Vichy vào năm 1941, và ông được bổ nhiệm làm người quản lý.
Quỹ này là nguồn gốc của bộ luật ngày 11.10.1946, ban hành bởi Chính phủ lâm thời Cộng hòa Pháp (GPRF), để thể chế hóa lĩnh vực Y học lao động (occupational medicine). Quỹ nghiên cứu các lãnh vực nhân khẩu học (Robert Gessain, Paul Vincent, Jean-Bourgeois Pichat), về kinh tế, (François Perroux), về dinh dưỡng (Jean Sutter), về nơi cư trú (Jean Merlet) và về cuộc thăm dò dư luận lần đầu (Jean Stoetzel). "Quỹ này được ban đặc quyền coi như một tổ chức công dưới sự giám sát chung của Bộ Tài chính và Bộ Y tế.. Nó được trao quyền tự chủ tài chính và có ngân sách là 40 triệu franc - khoảng một franc cho mỗi đầu người - một sự xa xỉ thực sự nếu xét về những gánh nặng do Quân Đức chiếm đóng áp đặt trên tài nguyên của quốc gia. Để so sánh, toàn bộ Trung tâm Nghiên cứu Khoa học Quốc gia Pháp (CNRS) đã chỉ được cấp một ngân sách là 50 triệu franc"
Trong thời gian tồn tại, Quỹ này đã thực hiện nhiều thành tựu tích cực. Quỹ cũng là nguồn gốc của Đạo luật ngày 16.12.1942 đặt ra "chứng chỉ tiền hôn nhân" (certificat prenuptial), cấp cho các cặp vợ chồng trước khi kết hôn sau khi họ đã được kiểm tra sinh học, để đảm bảo "sức khỏe tốt" của vợ chồng, đặc biệt là liên quan đến các bệnh lây truyền qua đường tình dục (STD) và "vệ sinh cuộc sống". Viện còn tạo ra các "học bạ" ("livret scolaire"), có thể được sử dụng để ghi quá trình học tập của học sinh các lớp trong các trường trung học Pháp, và do đó phân loại và chọn lựa học sinh theo hiệu suất học tập.
Theo Gwen Terrenoire, viết trong quyển Eugenics in France (1913-1941): xem xét lại các kết quả nghiên cứu. Quỹ là một trung tâm đa ngành đã sử dụng khoảng 300 nhà nghiên cứu (chủ yếu là các nhà thống kê, nhà tâm lý học, bác sĩ) từ mùa hè năm 1942 cho đến cuối mùa thu năm 1944. Sau khi Paris được giải phóng, Carrel đã bị Bộ trưởng Bộ Y tế ngưng chức ngày 21.8.1944 theo yêu cầu của Paul Milliez và Louis Pasteur Vallery-Radot. Quỹ bị giải thể, sau đó một thời gian ngắn tái xuất hiện dưới tên "Viện quốc gia nghiên cứu nhân khẩu" (‘’Institut national d’études démographiques’’) (INED), hiện còn hoạt động." Mặc dù Carrel đã qua đời nhưng hầu hết các thành viên trong nhóm nghiên cứu của ông đã chuyển sang làm việc ở Viện quốc gia nghiên cứu nhân khẩu do nhà nhân khẩu học nổi tiếng Alfred Sauvy lãnh đạo, người đã đặt ra khái niệm " thế giới thứ ba ". Những nhà nghiên cứu còn lại gia nhập "Viện vệ sinh quốc gia" (Institut national d'hygiène) của Robert Debré mà sau đó trở thành "Viện Y tế và Nghiên cứu Y khoa quốc gia (Institut national de la santé et de la recherche médicale) (INSERM của Robert Debré.
Tuy bị ngưng chức, nhưng Carrel được nhiều người Mỹ ủng hộ và Eisenhower đã nhận được lệnh «kh ông cho ai đụng tới Carrel »

## Sự việc gây tranh cãi
Sau một thời gian bị quên lãng, vai trò và nhân cách của Alexis Carrel đã một lần nữa trở thành đề tài tranh cãi khi Bruno Megret nêu ông là "nhà sinh thái học đích thực đầu tiên của Pháp" trong một cuộc tranh luận với đảng xanh về chính sách nhập cư (1991). Tiếp theo đó là cuộc tranh luận, trong đó Alexis Carrel bị cáo buộc là tiếp tay cho các lý thuyết xã hội quốc gia. Các luận văn về thuyết ưu sinh của ông, các liên hệ của ông với Philippe Pétain, với Charles Lindbergh, bạn bè với người bài Do Thái Henry Ford và sự hỗ trợ chính trị chủ nghĩa xã hội quốc gia, và nhất là một đoạn trích từ một bản dịch của lời nói đầu cho ấn bản tiếng Đức của quyển "L’Homme, cet inconnu" năm 1936: "Tại Đức, chính phủ đã có những biện pháp mạnh mẽ chống lại sự gia tăng các dân tộc thiểu số, bọn tội phạm, các người điên. Tình trạng lý tưởng sẽ là mỗi cá nhân loại này phải được loại bỏ khi chúng tỏ ra nguy hiểm", theo một số tác giả ·  đã đủ để xác nhận sự hỗ trợ của Alexis Carrel cho các chính sách của Đức Quốc xã. Lập luận này được lặp đi lặp lại vào năm 1996 bởi Patrick Tort và Lucien Bonnafé người xuất bản (L'Homme cet inconnu ? Alexis Carrel, Jean-Marie Le Pen et les Chambres à gaz), trong đó họ đưa ra những liên kết giữa các quan điểm của Carrel có lợi cho thuyết ưu sinh: sự giết chết không đau của bọn tội phạm, Chương trình T4 của chế độ Quốc xã, sự giết chết không đau bởi đói của các bệnh nhân và các người khuyết tật tâm thần ở Pháp trong Chiến tranh thế giới thứ hai (khoảng 40.000 người chết).
Về người đồng tính, Carrel đã viết: "Các giới tính một lần nữa cần được xác định rõ ràng. Điều quan trọng là mỗi cá nhân phải rõ ràng là nam hay nữ. Rằng giáo dục của người đó cấm họ thể hiện khuynh hướng tình dục, các đặc tính tinh thần và các tham vọng đối với người khác giới. "(L’Homme cet inconnu)".
Tuy nhiên, đối với giáo sư René Küss - thành viên của Viện Hàn lâm Phẫu thuật, cựu chủ tịch của Hội cấy ghép cơ quan sinh học Pháp - thì "đổ lỗi cho Carrel là người khởi xướng các phòng hơi ngạt là sự lừa đảo lịch sử.
Dù sao, do kiến nghị đưa ra bởi một số các phong trào cánh tả cực đoan và chống phân biệt chủng tộc, Phân khoa Y học của Đại học Lyon I Alexis Carrel - thành phần của Đại học Claude-Nernard - đã được đổi thành tên René-Théophile-Hyacinthe Laennec vào năm 1996 và nhiều đường phố mang tên ông cũng bị đổi tên.

### Vinh dự
- Giải Nobel Sinh lý và Y khoa năm 1912
- Viện sĩ Viện hàn lâm giáo hoàng về Khoa học
- Năm 1972, cơ quan Bưu điện Thụy Điển đã phát hành một tem thư để vinh danh Carrel, đây là một tem thư trong các loạt tem thư Nobel của Thụy Điển.[38]
- Năm 1979, một miệng núi lửa trên Mặt trăng (lunar crater) là Carrel được đặt theo tên ông để tưởng niệm những đóng góp của ông cho khoa học.
- Tháng 2 năm 2002, như một phần của lễ kỷ niệm 100 năm ngày sinh của Charles Lindbergh, trường Đại học Y khoa Nam Carolina tại Charleston đã lập ra "Giải Lindbergh-Carrel",[39] dành cho các người có đóng góp lớn cho "sự phát triển của tiêm truyền dịch và công nghệ lò phản ứng để bảo quản cơ quan sinh học và sự tăng trưởng ". Michael DeBakey và 9 nhà khoa học khác[40] đã được nhận giải thưởng này, gồm một bức tượng nhỏ bằng đồng do nghệ sĩ người Ý C. Zoli tạo ra và đặt tên là "Elisabeth"[41] gọi theo tên Elisabeth Morrow, chị gái của Anne Morrow, vợ của Lindbergh, người bị chết vì bệnh tim. Chính nỗi thất vọng của Lindbergh về công nghệ y tế thời đó là đã không có thể cung cấp một máy bơm tim nhân tạo để có thể phẫu thuật tim khiến chị ấy bị chết, điều này đã dẫn đến cuộc tiếp xúc đầu tiên của Lindbergh với Carrel và sau đó hai người trở nên bạn thân thiết.
- tiến sĩ danh dự của Đại học của Nữ hoàng tại Belfast (Queen's University Belfast),
- tiến sĩ danh dự của Đại học Princeton,
- tiến sĩ danh dự của Đại học Brown
- tiến sĩ danh dự của Đại học Columbia.

## Đời tư
Alexis Carrel kết hôn với Anne-Marie-Laure Gourlez de La Motte, vợ góa của M. de La Meyrie. Họ không có con.

## Từ trần
Alexis Carrel qua đời buổi sáng ngày 5.11.1944 tại nhà riêng, số 54 Đại lộ Breteuil, Paris. Ông được mai tang trơng nhà nguyện nhỏ trên đảo Saint-Gildas thuộc tỉnh Côtes-d’Armor là tài sản riêng mà ông đã mua bằng tiền Giải Nobel của mình.

## Xuất bản phẩm
- Anastomose bout à bout de la jugulaire et de la carotide primitive. Lyon Med 1902;99:114.
- Présentation d’un chien porteur d’une anastomose artérioveineuse. Lyon Med 1902;99:152.
- avec CC. Guthrie, Functions of a transplanted kidney. Science 1905;22:473.
- The transplantation of organs: a preliminary communication. JAMA 1905;45:1645–6.
- avec CC. Guthrie, Extirpation and replantation of the thyroid gland with reversal of the circulation. Science 1905;22:535.
- The surgery of blood vessels. Johns Hopkins Hosp Bull 1907;18:18.
- On the experimental surgery of the thoracic aorta and heart. Ann Surg 1910;52:83–95.
- Suture of blood-vessels and transplantation of organs. In: Nobel Lectures, Physiology or Medicine 1901-1921. Amsterdam: Elsevier Publishing Company, 1967, disponible en-ligne.
- Les Principes de la technique de la stérilisation des plaies, 1916
- L'Homme, cet inconnu, Plon, 1935
- La Prière, 1944
- Voyage à Lourdes suivi de Fragments de Journal et Méditations, Plon (1949, posthume), préface de Dom Alexis Presse
- Réflexions sur la conduite de la vie, 1950 (posthume)

## Sources
- Carrel, Alexis. Man, The Unknown. New York and London: Harper and Brothers. 1935.
- Szasz, Thomas. The Theology of Medicine New York: Syracuse University Press, 1977.
- Feuerwerker, Elie. Alexis Carrel et l'eugénisme. Le Monde, 1er Juillet 1986.
- Schneider, William. Quality and Quantity: The Quest for Biological Regeneration in Twentieth-Century France, Cambridge UP 1990.
- Bonnafé, Lucien and Tort, Patrick. L'Homme, cet inconnu? Alexis Carrel, Jean-Marie le Pen et les chambres a gaz Editions Syllepse, 1996.[42] ISBN 2-907993-14-3
- David Zane Mairowitz. "Fascism à la mode: in France, the far right presses for national purity", Harper's Magazine; 10/1/1997
- Reggiani, Andrés Horacio. Alexis Carrel, the Unknown: Eugenics and Population Research under Vichy French Historical Studies, Spring 2002; 25: pp. 331 - 356.
- Wallace, Max. The American Axis: Henry Ford, Charles Lindbergh, and the Rise of the Third Reich St. Martin's Press, New York, 2003.
- Berman, Paul. Terror and Liberalism W. W. Norton, 2003.
- Walther, Rudolph. Die seltsamen Lehren des Doktor Carrel, DIE ZEIT 31.07.2003 Nr.32[43]
- Terrenoire, Gwen, CNRS. Eugenics in France (1913-1941): a review of research findings Joint Programmatic Commission UNESCO-ONG Science and Ethics, ngày 24 tháng 3 năm 2003[44]
- Reggiani, Andrés Horacio. God's Eugenicist. Alexis Carrel and the Sociobiology of Decline. Berghahn Books, Oxford 2007.
- Friedman, David M. The Immortalists: Charles Lindbergh, Dr. Alexis Carrel, and Their Daring Quest to Live Forever. HarperCollins, NY 2007.